# Saint-Georges (Tarn y Garona)
 Saint-Georges  es una población y comuna francesa, en la región de Mediodía-Pirineos, departamento de Tarn y Garona, en el distrito de Montauban y cantón de Caussade.

## Demografía
| 150 | 137 | 127 | 127 | 149 | 133 |
| Para los censos de 1962 a 1999 la población legal corresponde a la población sin duplicidades (Fuente: INSEE [Consultar]) |     |     |     |     |     |